# Tony Banks (giocatore di football americano)
Anthony Lamar Banks, detto Tony (San Diego, 5 aprile 1973), è un ex giocatore di football americano statunitense che ha militato nel ruolo di quarterback nella National Football League (NFL). Fu scelto nel corso del secondo giro (42º assoluto) del Draft NFL 1996 dai St. Louis Rams. Al college ha giocato a football all’Università statale del Michigan.

## Carriera professionistica

### St. Louis Rams
Tony Banks fu scelto nel secondo giro del Draft 1996, il primo quarterback chiamato nel draft, dai St. Louis Rams e presto si ritrovò a giocare come titolare nella sua stagione da rookie. In quella stagione stabilì il record negativo per fumble perduti con 21. A causa delle elevate aspettative, Banks si ritrovò spesso al centro delle critiche dei tifosi dei St. Louis e dei media. Tre anni di partite incostanti portarono allo scambio coi Baltimore Ravens.

### Baltimore Ravens
Banks fece registrare le migliori statistiche della carriera coi Baltimore Ravens. I Ravens fecero partire come titolari Scott Mitchell e Stoney Case all'inizio del 1999, ma nessuno dei due si rivelò adatto al ruolo, così giunse l'occasione per Banks. In quella stagione lanciò un primato in carriera di 17 touchdown a fronte di soli otto intercetti, passando in totale 2.136 yard. Banks giocò bene anche all'inizio della stagione 2000, ma i suoi fumble e intercetti subiti fecero perdere tre gare ai Ravens nel mese di ottobre. Fu sostituito così da Trent Dilfer, il quale sarebbe rimasto titolare per il resto della stagione, conclusa con la vittoria nel Super Bowl XXXV. La sua stagione 2000 terminò con 8 touchdown e 8 intercetti, venendo svincolato a fine anno.

### Dallas Cowboys
Prima della stagione 2001, Banks firmò coi Dallas Cowboys per sostituire il recentemente ritirato Troy Aikman; tuttavia, il 15 agosto 2001, Banks fu svincolato dai Cowboys che preferirono puntare sul rookie Quincy Carter.

### Washington Redskins
Nel prosieguo dell'anno, Tony Banks firmò coi Washington Redskins durante l'annata di Marty Schottenheimer come capo-allenatore. Durante la sua stagione coi Redskins, Tony divenne il primo quarterback a far seguire, dopo le prime 5 sconfitte consecutive, 5 vittorie consecutive. Fu svincolato a fine stagione.

### Houston Texans
Tony Banks nel 2002 firmò coi neonati Houston Texans per fungere da quarterback di riserva dietro a David Carr. nei suoi quattro anni con la squadra, il tempo in campo a sua disposizione fu minimo. Il 28 febbraio 2006, Banks fu svincolato dagli Houston Texans, senza più fare ritorno nella NFL.

## Palmarès

### Franchigia
- Super Bowl : 1

Baltimore Ravens: XXXV

### Individuale
- PFWA All-Rookie Team - 1996

## Statistiche
| Yard passate  | 15.315 |
| Touchdown     | 77     |
| Intercetti    | 73     |
| Passer rating | 72,4   |